# أشا كيل
أشا كيل (بالإنجليزية: Asha Kale)‏ هي ممثلة هندية، ولدت في 1948.